# Andrzej Rumianek
Andrzej Stefan Rumianek pseudonim „Tygrys” (ur. 27 kwietnia 1928 w Warszawie, zm. 12 czerwca 2012 tamże) – uczestnik powstania warszawskiego w zgrupowaniu „Róg” w batalionie Bończa (2 pluton). W konspiracji należał do Szarych Szeregów w 41 Szczepie im. gen. Władysława Sikorskiego.

## Życiorys
Wraz z bratem Stanisławem brał udział w walkach na Starym Mieście o Zamek Królewski, ul. Piwną, ul. Świętojańską, katedrę św. Jana, Kanonię. Był świadkiem eksplozji „czołgu pułapki” na ulicy Kilińskiego. Po przejściu kanałami uczestniczył w walkach na Powiślu, wspierając wycofujące się oddziały Krybara. Następnie walczył na ul. Pierackiego, ul. Chmielnej i na ul. Brackiej. W połowie września jego oddział został skierowany do obrony poczty głównej na placu Napoleona, gdzie walczył do końca powstania.

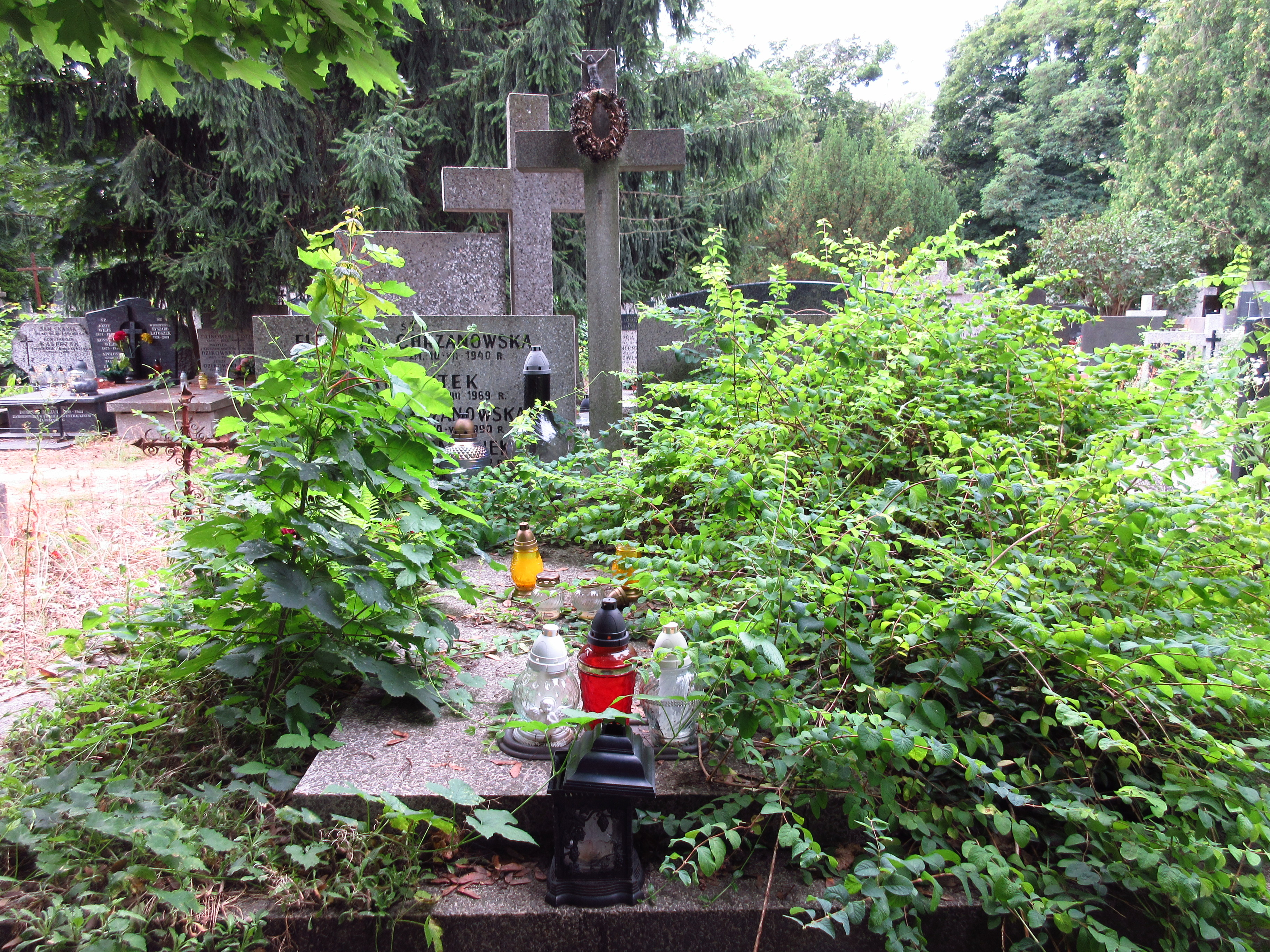
Grób Andrzeja Rumianka na Cmentarzu Bródnowskim.

Z Warszawy, również z bratem, wyszedł z ludnością cywilną do Pruszkowa. Wskakując do pociągu bracia udali się do Tarnowa, a następnie, z pomocą księdza i działacza RGO, do Krakowa. Do końca wojny przebywał u rodziny nieopodal Tomaszowa Mazowieckiego.
Po zakończeniu wojny został powołany na trzy lata do Wojskowego Korpusu Górniczego.
Do emerytury w 1989 roku pracował w Domu Słowa Polskiego. Od 1961 r. aktywny sędzia lekkoatletyczny. Przez lata zbierał relacje z konspiracji i Powstania Warszawskiego swoich koleżanek i kolegów z oddziału, które opracował i w 2010 wydał w gdańskiej Oficynie Wydawniczej „Finna”.
5 marca 2007 r. został awansowany z porucznika na kapitana. Pochowany na Cmentarzu Bródnowskim (kwatera 51F-5-17).